# Président de la République slovaque
Le président de la République slovaque (en slovaque : Prezident Slovenskej republiky) est le chef d'État de la Slovaquie.
Élu au suffrage universel direct pour un mandat de cinq ans renouvelable une fois de manière consécutive, il jouit de fonctions principalement honorifiques établies par la Constitution. Il est commandant en chef des armées, nomme le président du gouvernement — en tenant compte de la composition du Conseil national — et procède à un certain nombre de nominations.
Ses bureaux et sa résidence officielle se trouvent au palais Grassalkovitch à Bratislava.
L'actuel titulaire de la fonction est Peter Pellegrini depuis le 15 juin 2024.

## Élection

### Modalités
Le président de la République slovaque est élu au scrutin uninominal majoritaire à deux tours pour un mandat de cinq ans, renouvelable une seule fois de manière consécutive. Au premier tour, la majorité absolue des suffrages exprimés est requise pour remporter l'élection. Si aucun candidat ne parvient à obtenir ce résultat, un second tour est organisé quatorze jours plus tard entre les deux candidats arrivés en tête. Celui des deux qui remporte le plus grand nombre de suffrages est élu président de la République. 
Peuvent se présenter les slovaques âgés d'au moins quarante ans disposant du droit de vote et soutenus soit par 15 membres du Conseil national — qui en comporte un total de 150 —, soit par 15 000 électeurs inscrits sur les listes électorales. Les candidatures sont adressées au président du Conseil national dans les 21 jours suivant l'annonce des élections.
S'il n'y a qu'un seul candidat à la présidence, l'élection se tient et celui-ci est élu président s'il obtient la majorité absolue des suffrages exprimés par les votants.
Le paragraphe 101 (5) dispose que « si l'un des deux candidats qui ont obtenu le plus de suffrages au premier tour cesse d'être éligible comme président avant le second tour ou retire sa candidature, le candidat suivant qui a reçu le plus grand nombre de suffrages participe au second tour de scrutin. S'il n'y a pas deux candidats pour le second tour, celui-ci n'a pas lieu, et le président du Conseil national convoque de nouvelles élections qui doivent avoir lieu dans les soixante jours ».
Avant la révision constitutionnelle de 1999, l'élection relevait du Conseil national à la majorité des trois cinquièmes.

### Incompatibilités
Le président ne peut exercer aucune autre fonction, ni aucun emploi rémunéré, ni aucune activité à caractère industriel ou commercial, et ne peut être membre d'aucun organe d'une personne morale exerçant une activité à caractère industriel ou commercial.
Si le président élu exerce une autre fonction publique comme membre du Conseil national ou du gouvernement, juge, procureur, ou membre des forces armées, entre autres, celle-ci prend fin au début de son mandat.

### Prestation de serment
L'article 101 (7) dispose que le candidat élu est investi président en prêtant serment devant le Conseil national. Le serment est reçu par le président de la Cour constitutionnelle, à midi, le jour où le mandat du précédent président se termine.
Le serment est le suivant :

« Sľubujem na svoju česť a svedomie vernosť Slovenskej republike. Budem dbať o blaho slovenského národa, národnostných menšín a etnických skupín ţijúcich v Slovenskej republike. Svoje povinnosti budem vyko návať v záujme občanov a zachovávať i obhajovať ústavu a ostatné zákony. »

— Article 104 (1) de la Constitution

« Je jure en mon âme et conscience fidélité à la République slovaque. Je veillerai au bien-être de la nation slovaque, ainsi que des minorités nationales et groupes ethniques vivant en République slovaque. J'exercerai mes obligations dans l'intérêt des citoyens et je respecterai la Constitution et les autres lois. »

— Article 104 (1) de la Constitution
L'article 104 (2) dispose que « le refus de prêter serment ou la prestation de celui-ci avec réserve entraîne l'annulation de l'élection du président ».

## Compétences

Étendard du président.

Le rôle du président est largement symbolique dans le cadre d'une régime parlementaire, le pouvoir exécutif étant détenu par le Président du gouvernement. Il dispose néanmoins d'un droit de veto, ratifie les traités internationaux et nomme les plus hauts magistrats. Il est aussi le commandant en chef des forces armées.
Le président a peu de compétences et a un rôle largement honorifique. D'après la Constitution slovaque, il est le représentant suprême de l'État en Slovaquie et à l'étranger, ainsi que le commandant en chef de l'armée slovaque. Parmi ses pouvoirs constitutionnels, se trouve la nomination du président du gouvernement, de trois juges de la Cour constitutionnelle et de trois membres du Conseil judiciaire. Le président peut aussi opposer son veto sur un projet de loi (à l'exception des lois constitutionnelles). Son veto peut cependant être outrepassé si le parlement, le Conseil national, vote à nouveau le même projet de loi à la majorité de ses membres.
Il promulgue les lois, nomme les ministres sur recommandation du président du gouvernement et plusieurs autres personnalités officielles comme les généraux, les professeurs, les juges, les recteurs ou les procureurs.

## Statut

### Vacance
Si le président est empêché d'exercer ses fonctions plus de six mois, la Cour constitutionnelle déclare la présidence vacante. Le mandat du président en exercice se termine le jour de cette déclaration.

### Destitution par référendum
L'article 106 de la Constitution prévoit la possibilité de destituer le président par un référendum proposé par le Conseil national, sur la base d'une résolution adoptée par une majorité de trois cinquièmes de tous les députés. Le référendum se tient dans les 60 jours qui suivent et la destitution est prononcée si une majorité absolue des suffrages exprimés se prononce en ce sens.

### Poursuite pour violation de la Constitution
Le président ne peut être poursuivi que pour violation délibérée de la Constitution ou pour haute trahison. C'est le Conseil national qui décide l'engagement des poursuites contre le président à la majorité des 3⁄5e de tous les députés. Celles-ci sont engagées devant la Cour constitutionnelle qui se prononce en session plénière. Un verdict de condamnation de la Cour constitutionnelle entraîne la perte du mandat présidentiel et de l'éligibilité pour recouvrer le poste.

## Présidents successifs

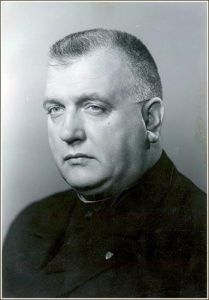
Jozef Tiso 1939-1945
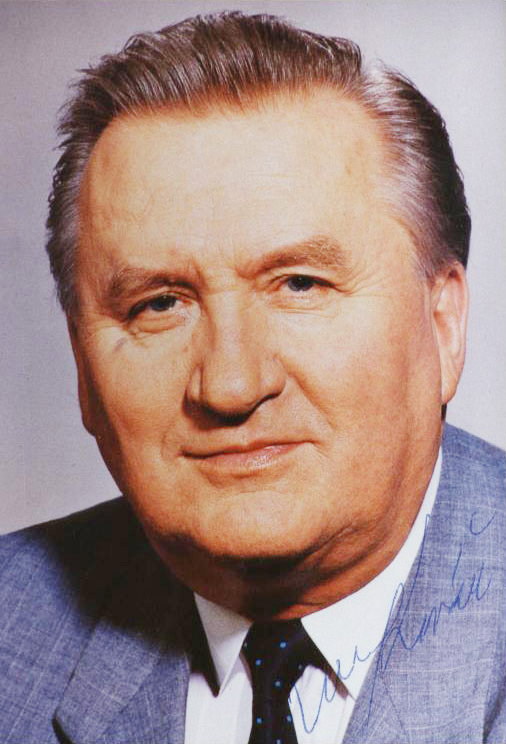
Michal Kováč 1993-1998
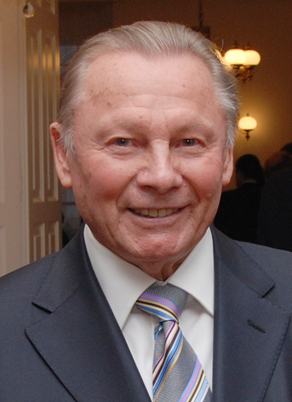
Rudolf Schuster 1999-2004
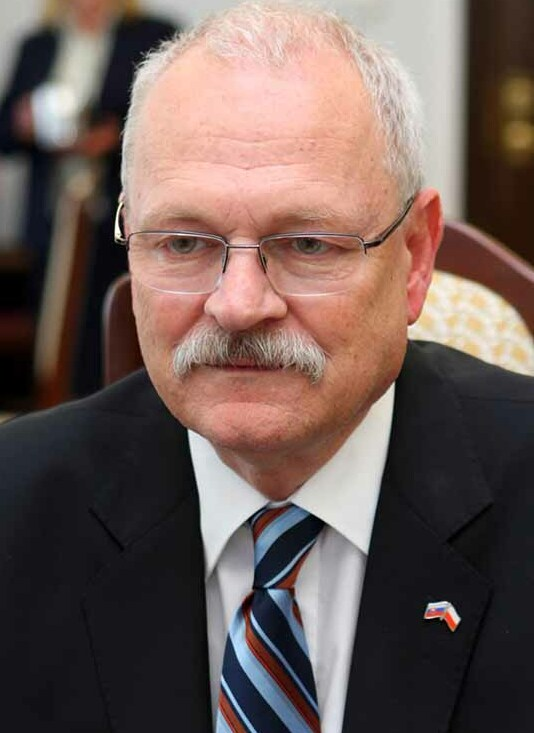
Ivan Gašparovič 2004-2014
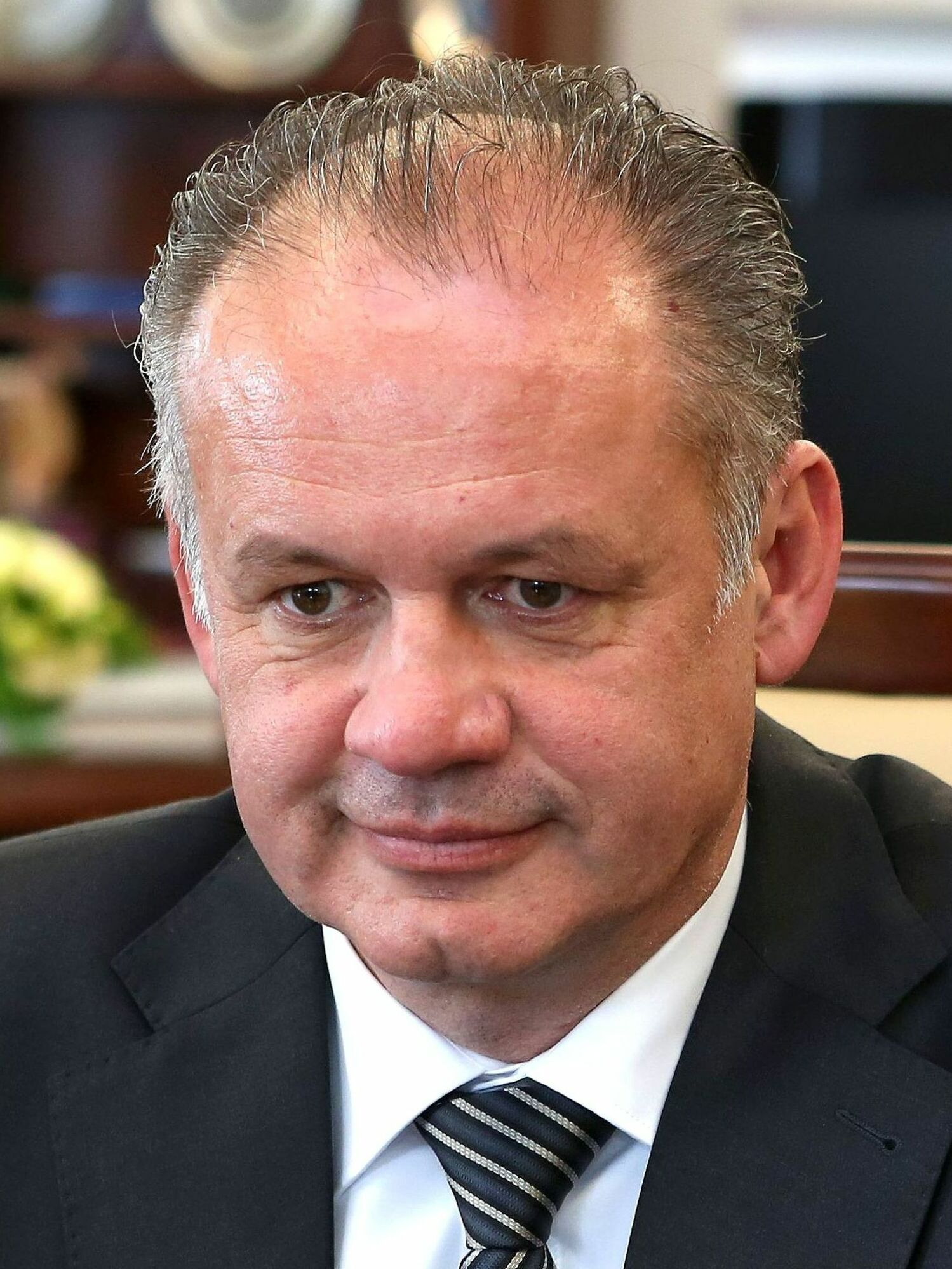
Andrej Kiska 2014-2019
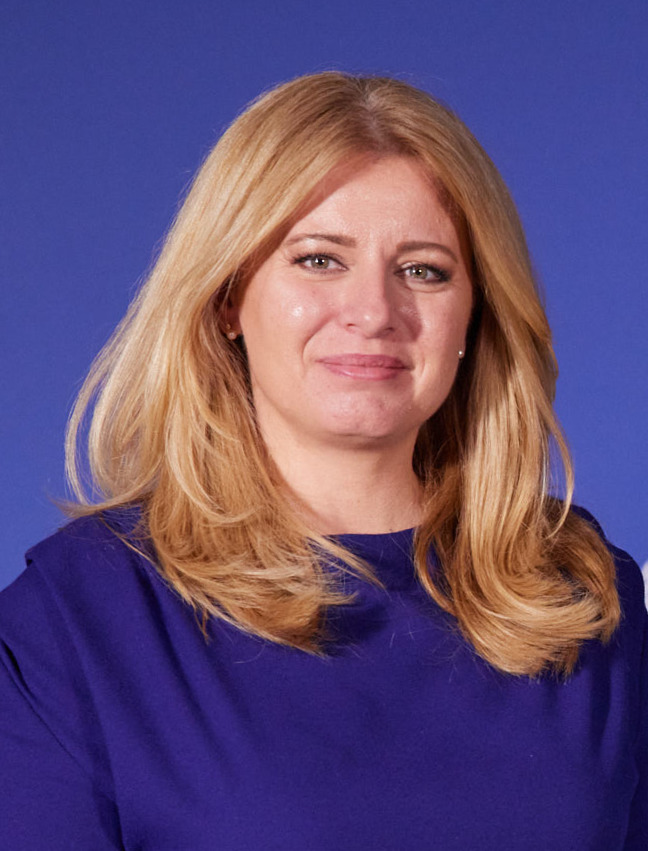
Zuzana Čaputová 2019-2024
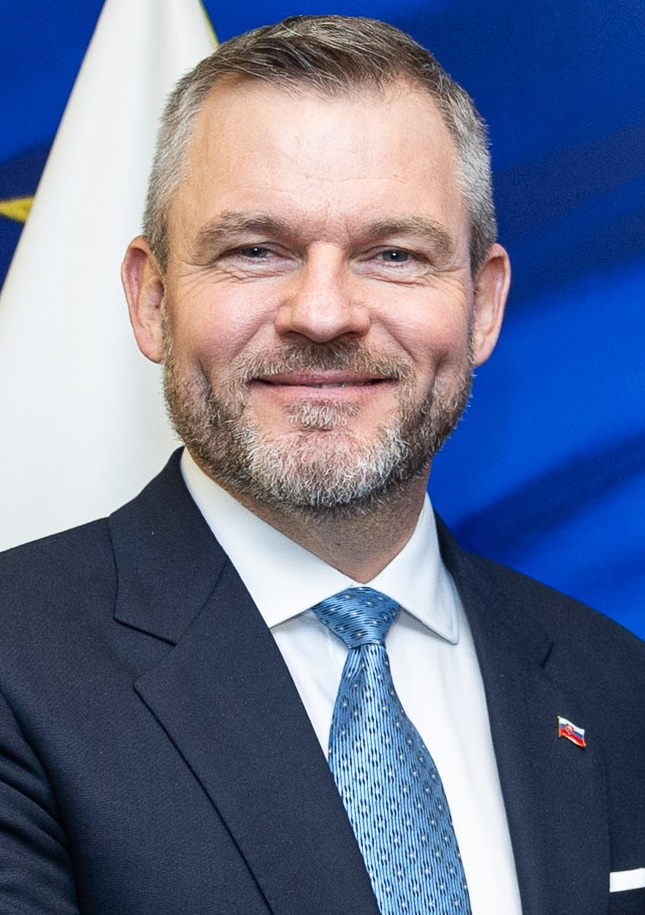
Peter Pellegrini depuis 2024

## Sources
- (en) Cet article est partiellement ou en totalité issu de l’article de Wikipédia en anglais intitulé « President of Slovakia » (voir la liste des auteurs).

## Compléments